# Принципы
Если вы ищете статью о звании в Римской империи, см. Принцепс
Принци́пы (от лат. princeps — первый) — в армии Древнего Рима — воины тяжёлой пехоты ближнего боя второго ряда манипул римского легиона в IV—II вв. до н. э. Первоначально из второго имущественного класса (всадники), имели защитное вооружение (без поножей), длинные копья и мечи, составляли вторую линию в боевом порядке: отсюда название; с III в. до н. э. — воины 30—40 лет, вооруженные мечами и пилумами (дротики) и располагавшиеся во второй линии; после второй Пунической войны ставились снова в первой линии.

## Принципы в составе легиона
Согласно Полибию и Ливию, в составе легиона находилось равное количество принципов и гастатов. После военной реформы Камилла легион из 1200 человек включал 10 манипул принципов по 120 человек. Каждая манипула делилась на две центурии под командованием центуриона.

## Вооружение и тактика
Принципы были вооружены метательными копьями (пилумами) и традиционным коротким мечом-гладием. Остальную экипировку они покупали на свои средства: обычно она включала в себя большой прямоугольный щит (скутум), бронзовый шлем и кольчугу лорику хамату.
По Ливию, принципы вступали в бой, если гастатам не удавалось решительным натиском сломить сопротивление врага. В этом случае они организованно отходили за линию принципов, где находился значок легиона, а манипулы принципов организовывали сплошную линию и атаковали противника. Если атака принципов не давала результата, они отходили за третью линию триариев. Правда достоверность этого остаётся под вопросом, так как Ливий видел манёвры римской армии только на учениях.
После реформы Мария принципы вошли в состав когорты, сохранив свой титул, однако утратив особенное вооружение.